# Endiandra discolor
Endiandra discolor es un árbol de Australia, que crece desde las cercanías de la localidad de Gosford, Nueva Gales del Sur  hasta el poblado de Tully, Queensland, en el trópico. Nombres comunes incluyen nogal rosa (Rose Walnut) y árbol domatia (Domatia Tree).
Endiandra discolor es un árbol con la base ensanchada del bosque lluvioso. Su hábitat son los bosques templados, subtropicales o templados, particularmente en suelos volcánicos pobres, y en los suelos aluviales cerca de corrientes de agua.

## Descripción
Endiandra discolor es un árbol de talla mediana, ocasionalmente alcanza 40 metros de altura y 90 cm de diámetro en el tronco. La base del árbol está significativamente ensanchada, llega hasta dos metros de alto en los árboles maduros.
La corteza es café o gris pardusca, suave en los árboles jóvenes. La corteza de los árboles maduros es áspera, con pequeñas depresiones a veces habitadas por insectos. Las nuevas ramillas están cubiertas con vellos sedosos.

### Hojas
Las hojas son alternadas, no dentadas. De 6 a 10 cm de largo, y de 2 a 5 cm de ancho. Redondeadas o ligeramente romas al final de la hoja. De forma ovada u ovada elíptica. El tallo de la hoja es de 5 a 10 mm de largo. Las hojas son brillosas en el haz, grisáceas o más pálidas en el envés. El nombre específico discolor se refiere a la diferencia de color entre las superficies del haz y el envés.
Las hojas son venosas. La vena central, las laterales y la vena de la red son visibles en ambas superficies, levantadas y más evidentes en el envés. La vena central y las laterales tienen un color verde pálido. El nombre común alternativo Árbol Domatia (Domatia Tree) se refiere a las glándulas prominentes levantadas, en forma de riñón (domacios en español; domatia en plural en latín) en el envés. Estas crecen en la convergencia de la vena central y algunas de las venas laterales.

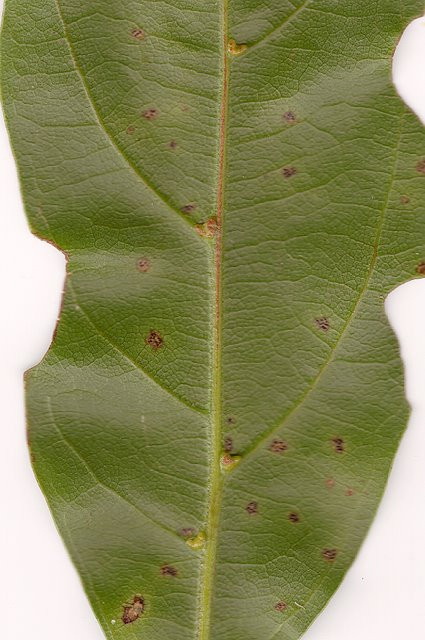
Haz de una hoja de Nogal Rosa mostrando cuatro domacios donde la vena central se encuentra con las venas laterales.

### Flores y fruto
Flores cremosas verdes crecen en panículas entre los meses de octubre y noviembre. Las flores son diminutas, de 2 mm de largo y de aroma dulce. Las panículas son más pequeñas que las hojas. 
El fruto madura de marzo a abril, siendo una drupa negra brillosa, de 20 a 25 mm de largo. La carne es verde, rodeando una semilla de forma oval, de 15 a 20 mm de largo. Como unas lauráceas australianas, la semilla es ligeramente nervudo. Se recomienda remover la carne antes de sembrar las semillas.

## Ecología
El fruto es comido por muchas aves del bosque, incluyendo paloma wompoo de fruta, ave gato verde, paloma de corona rosa, paloma superbus de fruta y paloma nudo de cabeza